# Akiodoris
Akiodoris es un género de moluscos nudibranquios de la familia Akidoridae.

## Diversidad
El género Akiodoris incluye un total de 2 especies descritas:
- Akiodoris lutescens   Bergh, 1879
- Akiodoris salacia  Millen, in Millen & Martynov, 2005